# Old Joy
Pour plus de détails, voir Fiche technique et Distribution.
Old Joy est un film dramatique américain réalisé par Kelly Reichardt, sorti en 2006.
Il s'agit de l'adaptation d'une nouvelle de Jonathan Raymond, publiée chez Bloomsbury Publishing en 2004. La nouvelle de Raymond a été inspirée par le travail de la photographe Justine Kurland (2004).

## Synopsis
Deux amis partent camper pour le week-end et se retrouvent confrontés à leur différence.

## Fiche technique
- Titre du film : Old Joy
- Titre original : Old Joy
- Réalisation : Kelly Reichardt
- Scénario : Jonathan Raymond, Kelly Reichardt
- Photographie : Peter Sillen
- Musique : Yo La Tengo
- Montage : Kelly Reichardt
- Pays d'origine :  États-Unis
- Langue : anglais
- Genre : Film dramatique
- Durée : 76 minutes
- Dates de sortie : 
  -  États-Unis janvier 2006 (Festival du film de Sundance)
  -  Pays-Bas 28 janvier 2006 (Festival international du film de Rotterdam)
  -  France 25 juillet 2007

## Distribution
- Daniel London : Mark
- Will Oldham : Kurt
- Tanya Smith : Tanya
- Robin Rosenberg
- Keri Moran

## Réception
Old Joy a reçu un accueil favorable de la part des critiques. Sur le site d’agrégation de critiques Rotten Tomatoes, le film obtient un taux d’approbation de 85 % sur la base de 95 critiques, avec une note moyenne de 7,3/10. Le consensus critique du site est le suivant : « une beauté sereine et mélancolique imprègne ce film méditatif ». Sur Metacritic, le film obtient une note moyenne pondérée de 85 sur 100 sur la base de 35 critiques, ce qui indique une « acclamation universelle ».
La presse francophone est également positive : le film reçoit une note de 3,7 sur 5 sur le site de Allociné, basée sur 15 critiques. Il est particulièrement apprécié par Thomas Sotinel du périodique Le Monde, qui évoque une « méditation discrète et sensuelle » ; Jacque Moris dans Télérama parle de « ballade sereine et revigorante ». Dans Les Inrockuptibles, Amélie Dubois qualifie le film de « bijou de l'été ».

## Récompenses et distinctions
Old Joy a reçu cinq récompenses.